# SK Dnipro-1
SK Dnipro 1 (Oekraïens: Спортивний клуб «Дніпро-1») was een Oekraïense voetbalclub uit Dnipro.
De voetbalclub werd in 2017 opgericht door een voormalig eigenaar van FK Dnipro. Deze club kende financiële problemen en hield in 2019 op te bestaan. Dnipro 1 begon in het seizoen 2017/18 in de Droeha Liha en promoveerde na een tweede plaats. In de beker werd direct de halve finale van het toernooi gehaald. In het seizoen 2018/19 werd Dnipro 1 kampioen in de Persja Liha, de tweede hoogste voetbalklasse in Oekraïne. Wederom werd in de beker de halve finale bereikt. Dnipro 1 speelde in het seizoen 2019/20 voor het eerst in de Premjer Liha.. De club behaalde meteen goede resultaten die Europees voetbal opleverden. In het seizoen 2023/24 raakte de club in financiële problemen en werd op 22 juli 2024 opgeheven.

## Seizoensresultaten vanaf 2018
| Seizoen | Competitie          | Niveau | Eindstand | Beker        | Opmerking                                                                         |
| ------- | ------------------- | ------ | --------- | ------------ | --------------------------------------------------------------------------------- |
| 2017/18 | Droeha Liha Groep B | III    | 1         | halve finale | Kampioenschap Droeha Liha > FK Ahrobiznes Volochysk: 0-1                          |
| 2018/19 | Persja Liha         | II     | 1         | halve finale | Ligatopscorer: Stanislav Kulish (17)                                              |
| 2019/20 | Premjer Liha        | I      | 7         | 8e finale    | halve finale play-offs Europa League > FK Kolos Kovalivka: 1-4                    |
| 2020/21 | Premjer Liha        | I      | 7         | kwartfinale  |                                                                                   |
| 2021/22 | Premjer Liha        | I      | 3         | kwartfinale  | Gespeeld tot kwartfinale i.v.m. Russische inval; Ligatopscorer: Artem Dovbyk (14) |
| 2022/23 | Premjer Liha        | I      | 2         | --           | Geen bekertoernooi i.v.m. Russische inval; Ligatopscorer: Artem Dovbyk (24)       |
| 2023/24 | Premjer Liha        | I      | 4         | 8e finale    | Teruggetrokken vanwege financiële problemen.                                      |

## SK Dnipro 1 in Europa
Uitslagen vanuit gezichtspunt SK Dnipro-1
| Seizoen | Competitie        | Ronde        | Land                   | Club               | Totaalscore | 1e W     | 2e W        | PUC |
| ------- | ----------------- | ------------ | ---------------------- | ------------------ | ----------- | -------- | ----------- | --- |
| 2022/23 | Europa League     | PO           | Vlag van Cyprus        | AEK Larnaca        | 1-5         | 1-2 (T*) | 0-3 (U)     | 9.0 |
| 2022/23 | Conference League | Groep E      | Vlag van Nederland     | AZ                 | 1-3         | 0-1 (T*) | 1-2 (U)     | 9.0 |
|         |                   | Groep E      | Vlag van Cyprus        | Apollon Limassol   | 4-1         | 3-1 (U)  | 1-0 (T*)    | 9.0 |
|         |                   | Groep E (2e) | Vlag van Liechtenstein | FC Vaduz           | 4-3         | 2-2 (T*) | 2-1 (U)     | 9.0 |
|         |                   | 2R           | Vlag van Cyprus        | AEK Larnaca        | 0-1         | 0-1 (U)  | 0-0 (T*)    | 9.0 |
| 2023/24 | Champions League  | 2Q           | Vlag van Griekenland   | Panathinaikos FC   | 3-5         | 1-3 (T*) | 2-2 (U)     | 1.5 |
| 2023/24 | Europa League     | 3Q           | Vlag van Tsjechië      | Slavia Praag       | 1-4         | 0-3 (U)  | 1-1 (T)     | 1.5 |
| 2023/24 | Conference League | PO           | Vlag van Slowakije     | FC Spartak Trnava  | 2-3         | 1-1 (U)  | 1-2 nv (T*) | 1.5 |
| 2024/25 | Conference League | 2Q           | Vlag van Hongarije     | Puskás Akadémia FC | 0-6         | 0-3R (T) | 0-3R (U)    | 0.0 |

Totaal aantal punten voor UEFA coëfficiënten: 10.5
- 2022/23 en 2023/24: Vanwege de Russische inval in Oekraïne werden de thuiswedstrijden gespeeld in het Slowaakse Košice.

Zie ook
- Deelnemers UEFA-toernooien Oekraïne
- Ranglijst van alle clubs die in de diverse Europa Cups zijn uitgekomen